# Petkovce
Petkovce es un municipio del distrito de Vranov nad Topľou en la región de Prešov, Eslovaquia, con una población estimada a final del año 2024 de 133 habitantes.
Se encuentra ubicado en el centro-sur de la región, cerca del río Topľa (cuenca hidrográfica del río Tisza) y de la frontera con la región de Košice.

## Demografía
| Año        | 1994 | 2004    | 2014 | 2024    |
| ---------- | ---- | ------- | ---- | ------- |
| Población  | 148  | 147     | 147  | 133     |
| Diferencia |      | −0,67 % | +0 % | −9,52 % |

| Año        | 2023 | 2024    |
| ---------- | ---- | ------- |
| Población  | 135  | 133     |
| Diferencia |      | −1,48 % |